# الدوري الوطني لكرة القدم للسيدات 2019
الدوري الوطني لكرة القدم للسيدات 2019 هو الموسم 7 من  الدوري الوطني لكرة القدم للسيدات. أشرف على تنظيمه اتحاد الولايات المتحدة لكرة القدم، وفاز فيه نورث كارولاينا كوريج.